# Música de la Película "Isla de Sal"
Música de La Película Isla de Sal es el segundo álbum oficial donde interviene como invitado el comediante y compositor Simón Díaz producido por Hugo Blanco, grabado en 1964 para el Palacio de la Música, aquí se presenta a la laureada actriz y cantante Lila Morillo. Este disco particularmente es de colección debido a que es la banda sonora de la película "Isla de Sal", producida por Clemente de la Cerda. De este disco se extraen canciones: "Si No Estás", "La Chicharra", "Tonada del Cabrestero", "Canaima" y el relanzamiento de "Por Elba". 

## Pistas
| N.º | Canción                             | Duración |
| --- | ----------------------------------- | -------- |
| 1.  | "Si No Estás" Hugo Blanco           |          |
| 2.  | "Cota 905" Hugo Blanco              |          |
| 3.  | "No Te Pueden Comparar" Hugo Blanco |          |
| 4.  | "Tonada del Cabrestero" Simón Díaz  |          |
| 5.  | "Canaima" Hugo Blanco               |          |
| 6.  | "Solterita" Hugo Blanco             |          |
| 7.  | "La Chicharra" Hugo Blanco          |          |
| 8.  | "Tengo Ganas" Hugo Blanco           |          |
| 9.  | "Tema de Isla de Sal" Hugo Blanco   |          |
| 10. | "Por Elba" Hugo Blanco; Simón Díaz  |          |
| 11. | "El Patico Guirirí" Hugo Blanco     |          |
| 12. | "Guacharo" Hugo Blanco; Simón Díaz  |          |